# Iuri Andrópov
Iuri Vladímirovitx Andrópov (en rus: Ю́рий Влади́мирович Андро́пов) (Nagútskaia, Caucas, 2 de juny de 1914 - Moscou, 9 de febrer de 1984) va ser un polític soviètic, màxim dirigent de la Unió Soviètica entre 1982 i 1984.

## Primers anys
Andrópov era fill d'un ferroviari i probablement va néixer el 2 de juny de 1914 a Nagútskaia, durant el final de l'imperi Rus. Va estudiar breument a l'Escola Tècnica de Transports Aquàtics Ribinsk abans d'unir-se al Komsomol (joventuts del Partit Comunista de la Unió Soviètica) l'any 1930. L'any 1939 es va graduar. Va ser el secretari del Komsomol a l'efímera República Socialista de Carèlia entre 1940 i 1944.
Durant la Segona Guerra Mundial, Andrópov va combatre amb les forces soviètiques com a partisà a Finlàndia i Carèlia. Després de la guerra, es va traslladar a Moscou, i va entrar a formar part del Secretariat del Partit Comunista de la Unió Soviètica.
L'any 1954 fou nomenat ambaixador soviètic a Hongria. En aquest càrrec, es va veure afectat per la Revolució Hongaresa de 1956, i va ésser un dels responsables de la invasió soviètica per contrarestar aquesta revolució.

## Ascens al poder
Andrópov va tornar a Moscou per dirigir el Departament de Relacions amb els Partits Comunistes i Obrers dels Països Socialistes (1957-1967). L'any 1961 va ser escollit membre titular del Comitè Central del PCUS i va ingressar al Secretariat un any més tard. L'any 1967 fou rellevat de la seva tasca al Comitè Central i fou nomenat director del KGB per recomanació de Mikhaïl Suslov. També va ingressar al Politburó com a membre suplent, on va ser declarat membre titular l'any 1973. Va ser el cap del KGB que va exercir aquest càrrec durant un període més llarg, fins que va dimitir l'any 1982, per tornar de nou al Secretariat com a successor de Suslov en qualitat de Secretari responsable d'afers ideològics. A la mort de Leonid Bréjnev, va assumir el càrrec de Secretari General del PCUS aquell mateix any.
Durant la seva activitat com a cap del KGB, Andrópov va escriure molts informes al Comitè Central del PCUS sobre les activitats dels activistes que defensaven les llibertats declarades a les lleis soviètiques i va tenir un paper rellevant en la repressió de qualsevol protesta i distribució d'informació no autoritzada.

## Andrópov com a dirigent de l'URSS
Durant el seu mandat, Andrópov va intentar millorar l'economia, augmentant l'efectivitat en la gestió, però no va canviar substancialment els principis de l'economia planificada estalinista. En contrast amb la política de Bréjnev d'evitar conflictes i dimissions, va començar a lluitar contra la corrupció, contra la violació de la disciplina al Partit, a l'Estat i al món del treball, la qual cosa el va portar a efectuar significatius canvis de personal. Durant els 15 mesos que va ocupar el seu càrrec, Andrópov va cessar 18 ministres, 37 secretaris d'obkoms (comitès d'oblast), kraikoms (comitès de krai) i membres dels Comitès Centrals dels Partits Comunistes de les Repúbliques Soviètiques, i es van començar a presentar casos d'encausament criminal contra alts oficials del Partit i de l'Estat. Per primera vegada, els casos d'estancament de l'economia i els obstacles en el progrés científic es varen fer públics i varen ésser criticats.
En política exterior, va prosseguir la Guerra de l'Afganistan. El mandat d'Andrópov va ressaltar pel deteriorament de les relacions amb els Estats Units. Tot i que va llançar una sèrie de propostes que incloïen la reducció dels míssils nuclears d'abast a Europa i una cimera amb el President dels EUA, Ronald Reagan, aquestes propostes varen ésser desoïdes per les administracions de Reagan, de François Mitterrand i de Margaret Thatcher. Les tensions de la Guerra Freda es varen exacerbar quan els caces soviètics varen fer caure un avió civil sud-coreà que havia entrat a l'espai aeri soviètic el dia 1 de setembre de 1983. Les converses per al control de l'armament URSS-EUA es varen suspendre per part de la Unió Soviètica el novembre de 1983.
Una de les accions més famoses que Andrópov va realitzar durant el seu curt mandat com a líder de la Unió Soviètica va ser respondre una carta d'una nena nord-americana, Samantha Smith, i convidar-la, juntament amb els seus pares, a visitar l'URSS, cosa que va convertir la menuda en una coneguda activista per la pau.
Andròpov va morir a causa d'una insuficiència renal el 9 de febrer de 1984 a Moscou, després d'uns quants mesos de llarga malaltia, i el va succeir Konstantín Txernenko. Va ser enterrat a la muralla del Kremlin amb honors d'Estat.